# Biga (wóz)

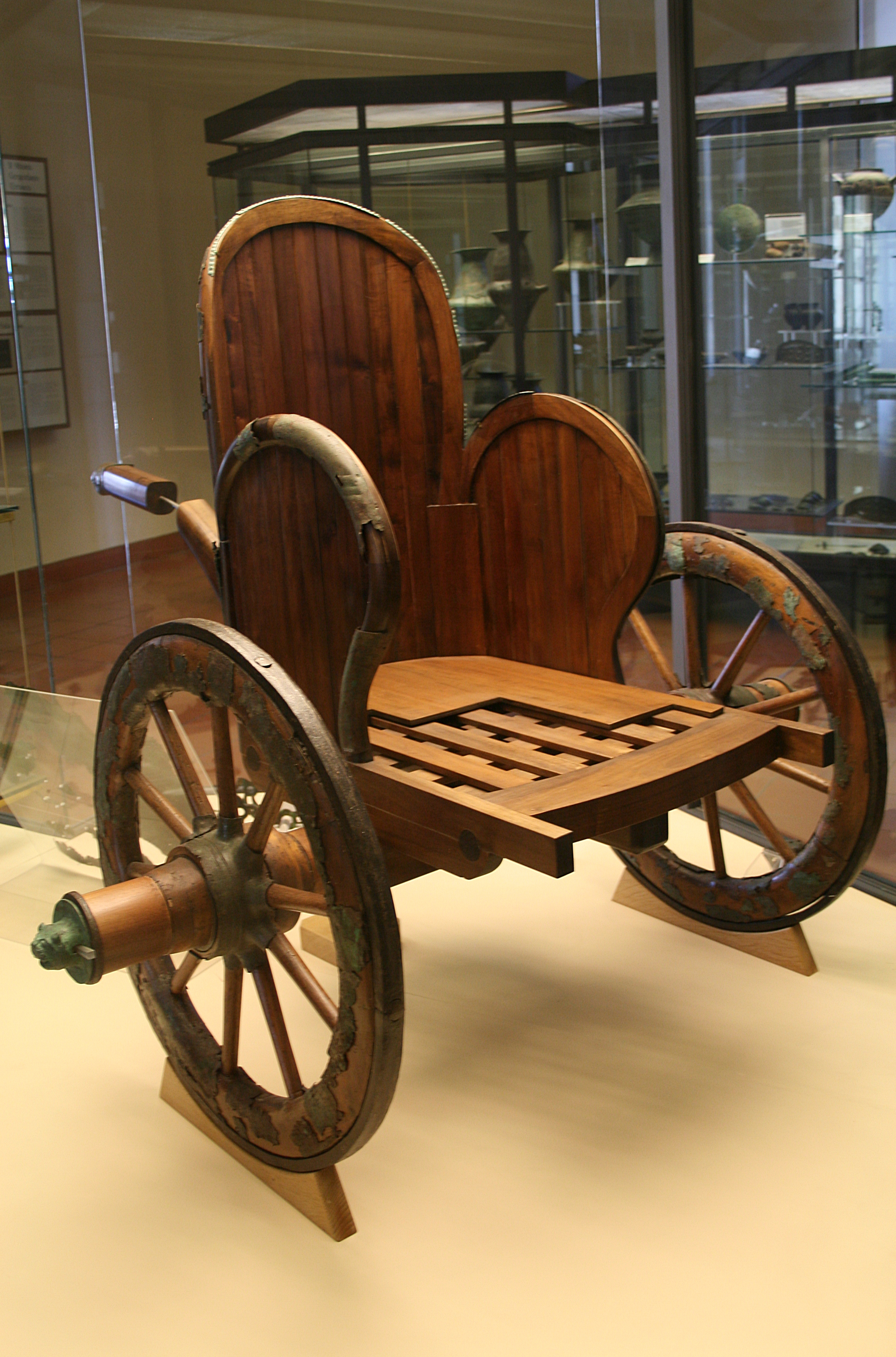
Rzymska biga zrekonstruowana z fragmentów znaleziska z połowy VI wieku p.n.e.

Biga (łac. bīga, lm bigae) – w starożytnym Rzymie lekki, otwarty wóz dwukołowy pozbawiony kozła, o różnorodnym zastosowaniu.
Był to rodzaj rydwanu o podwójnym jarzmowym zaprzęgu (w konie, osły, muły) i nadwoziu w kształcie niewielkiej platformy, przeznaczonej dla najwyżej dwóch osób, i powożonego na stojąco. W starożytności korzystano z niego do celów wojskowych, do wyścigów lub polowań, a także podczas uroczystych procesji (np. rzymskiego pochodu triumfalnego – triumphus curulis). Woźnicę kierującego tym pojazdem określano mianem bigarius.
Jako typ wozu znany już w starożytnym Egipcie od czasów V dynastii. U Greków rozpowszechniony w kulturze mykeńskiej, w świecie homeryckim uważany za pojazd zastrzeżony dla wodzów. W zastosowaniu wojennym stracił znaczenie już w V wieku p.n.e., ale w zamian zyskał je po wprowadzeniu w helleńskich igrzyskach sportowych dyscypliny wyścigu rydwanów. W Italii pojazdy typu bigi znane były od początku epoki żelaza, częste u Etrusków, na ziemiach Falisków, w Umbrii, Picenum. Przez Rzymian biga na wojnie prędko została zastąpiona koniem, lecz stosunkowo długo przetrwała w ich kulturze jako pojazd wyścigowy o walorach widowiskowych.
W czasach nowożytnych nazwę tę w XVI-XVII wieku stosowano w Europie ogólnie do niewielkich, dwukołowych i dwukonnych pojazdów zaprzęgowych. M.in. nazywano tak również transportową dwukółkę, wiejską biedkę używaną w Italii. 